# Hymedesmia paupertas
Hymedesmia paupertas är en svampdjursart som först beskrevs av James Scott Bowerbank 1866. Enligt Catalogue of Life ingår Hymedesmia paupertas i släktet Hymedesmia och familjen Hymedesmiidae, men enligt Dyntaxa är tillhörigheten istället släktet Hymedesmia och familjen Hymedesmidae. Arten är reproducerande i Sverige. Inga underarter finns listade i Catalogue of Life.